# IC 5276
IC 5276 је лентикуларна галаксија у сазвјежђу Пегаз која се налази на листи објеката дубоког неба у Индекс каталогу.
Деклинација објекта је + 18° 49' 12" а ректасцензија 22h 58m 39,8s. Привидна величина (магнитуда) објекта IC 5276 износи 14,2 а фотографска магнитуда 15,1. IC 5276 је још познат и под ознакама CGCG 453-35, PGC 70157.